# Crateri di Titano
Segue una lista dei crateri d'impatto presenti sulla superficie di Titano. La nomenclatura di Titano è regolata dall'Unione Astronomica Internazionale; la lista contiene solo formazioni esogeologiche ufficialmente riconosciute da tale istituzione.
I crateri di Titano portano i nomi di divinità della saggezza in varie culture.

## Prospetto
| Cratere | Eponimo | Latitudine | Longitudine | Diametro  |
| ------- | --- | ---------- | ----------- | --------- |
| Afekan  | Afekan - Dea della creazione e del sapere nella cultura indigena della Nuova Guinea.                                            | 25,8° N    | 200,3° W    | 115 km    |
| Beag    | Beag - Una Túatha Dé Danann della mitologia celtica che possedeva un pozzo magico la cui acqua donava saggezza a chi la beveva. | 34,68° S   | 169,58° W   | 26,91 km  |
| Forseti | Forseti - Dio della giustizia, della pace e della verità nella mitologia norrena.                                               | 25,51° N   | 10,49° W    | 144,44 km |
| Hano    | Hano - Divinità della conoscenza, educazione e magia nella cultura dei Bella Coola.                                             | 40,3° N    | 345,1° W    | 100 km    |
| Ihi     | Ihi - Divinità della saggezza nella mitologia tahitiana.                                                                        | 7,82° S    | 165,12° W   | 42 km     |
| Ksa     | Ksa - Divinità della saggezza nella cultura dei Lakota e dei Oglala, tribù Sioux dei nativi americani.                          | 14° N      | 65,4° W     | 29 km     |
| Menrva  | Menrva - Dea della saggezza, della guerra, dell'arte, della scuola e del commercio nella mitologia etrusca.                     | 20,1° N    | 87,2° W     | 392 km    |
| Momoy   | Momoy - Divinità della conoscenza, educazione, magia, salute e guarigione nella cultura dei Chumash.                            | 11,6° N    | 44,6° W     | 40 km     |
| Mystis  | Mystis - Ninfa nutrice di Dioniso nella mitologia greca.                                                                        | 0,3° N     | 193,4° W    | 20 km     |
| Selk    | Selk - Una delle impersonificazioni di Iside nella mitologia egizia.                                                            | 7° N       | 199° W      | 80 km     |
| Sinlap  | Sinlap - Spirito della saggezza nella cultura dei Jingpo nel Kachin in Birmania.                                                | 11,3° N    | 16° W       | 80 km     |
| Soi     | Soi - Divinità della saggezza nella cultura dei Melanesiani della Nuova Irlanda in Papua Nuova Guinea.                          | 24,3° N    | 140,9° W    | 75 km     |